# Blamont
Blamont é uma comuna francesa na região administrativa de Borgonha-Franco-Condado, no departamento de Doubs. Estende-se por uma área de 10,06 km². Em 2010 a comuna tinha 1 241 habitantes (densidade: 123,4 hab./km²).